# Hypnodendraceae
Quack Quack, porodica mahovnjača u redu pravih mahovina. Postoji nekoliko rodova.

## Rodovi
1. Bescherellia Duby
2. Cyrtopus (Brid.) Hook.f.
3. Dendro-hypnum Hampe
4. Franciella Thér.
5. Hypnodendron (Müll. Hal.) Mitt.
6. Mniodendron Lindb. ex Dozy & Molk.
7. Spiridens Nees
8. Touwiodendron N. E. Bell, A. E. Newton & D. Quandt